# Partido de La Matanza
La Matanza es uno de los 135 partidos que componen la provincia de Buenos Aires, Argentina. Es parte del aglomerado urbano del Gran Buenos Aires y es, a su vez, el partido más extenso que limita con la ciudad de Buenos Aires y el más poblado de toda la provincia, con 1 841 247 habitantes según el censo de 2022. Su cabecera es la ciudad de San Justo.

## Toponimia
Sobre el origen del nombre de La Matanza existen muchas versiones, las seis más importantes dicen que provendría de:
1. La matanza realizada por Pedro de Mendoza en el encuentro con los indígenas en el año 1536[4] (varios).
2. La matanza llevada a cabo por Juan de Garay como escarmiento contra los indígenas entre los años 1580 y 1583 (varios).[cita requerida]
3. La matanza de ganado alzado en la zona que hoy ocupa el partido (versión de Enrique de Gandía).[cita requerida]
4. La matanza de perros cimarrones (versión anónima).[cita requerida]
5. Del trasplante de un nombre portugués en el viaje de Vespucio (versión Alfonso Corso).[cita requerida]
6. Del homenaje a Garay en el lugar donde habría sido asesinado (versión Félix Faustino Outes).[cita requerida]

## Historia

### Pago de La Matanza

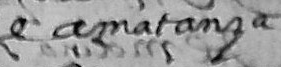
Detalle del documento más antiguo en el que se nombra la zona de lo que sería el futuro pago de La Matanza, fechado el 29 de julio de 1603.

La Matanza es uno de los partidos más antiguos de la provincia de Buenos Aires ya que el Cabildo de Buenos Aires nombra un representante, el alcalde de Hermandad, por orden del Virrey Pedro de Cevallos para resolver los problemas de los vecinos, formando un pago llamado “Pago de Matanza y Pozos”, territorio rural carente de población, que por su extensión tenía dos alcaldes, uno en Morón (Parroquia del Buen Viaje) y el otro en el paraje de las Chacras de Altolaguirre y Argibel. Para ello designó, el 1 de enero de 1778, a Juan Manuel de Echabarri, fecha considerada como la creación del partido. A pesar de ello se ha constituido como día del municipio el 29 de julio (por la Ordenanza 7132/77 del intendente Oscar Barcena ya que corresponde a un documento de 1603 en el que se nombra al lugar como Matanzas) como la fundación del partido. En 1740, los malones invaden la zona y la expanden 7 leguas más. Para 1789 aparecen ocho pulperías notando la presencia de la economía. En la primera mitad del siglo XIX aparece otro centro de la economía: la Estancia El Pino, durante años la residencia de Juan Manuel de Rosas, que desarrolló la ganadería y la agricultura. En 1812 el Pago se dividió en dos: “La Matanza” y “Cañada de Morón” para su mejor administración, imponiendo como límite al “camino de Burgos” (Av. Don Bosco). En 1821 se suprimieron los Cabildos y se crearon los Juzgados de Paz. La Matanza no recibió Juez y quedó dependiendo de otros Pagos hasta 1825 cuando fue reconocido como tal y se nombró como Juez a Manuel Torres.

### Creación del partido
Luego de 1852 se inició la etapa de la ocupación del Partido por parte del Estado para la organización política y económica. Para ello en 1854 se promulga la ley provincial llamada Ley de Municipalidades de Campaña. Así el 16 de octubre de 1854 se declara partido por decreto del entonces gobernador de Buenos Aires, Pastor Obligado. La Municipalidad se instaló el 25 de enero de 1856 compuesta por Lino Lagos, Pedro José Díaz, Pedro Ezcurra, Juan Ramón Muñoz, Antonio Papdorf y Santos Cabrera. El 25 de diciembre de ese año se fundó la ciudad de San Justo, a iniciativa de Justo Villegas.

### Explosión demográfica
Hacia 1930 se inició la explosión demográfica con el aporte de la inmigración europea, de las provincias y de los países limítrofes, atraídos por la gran cantidad de fábricas durante el proceso de industrialización que vivió Argentina en la década de 1940. Así se convirtió en la contracara de lo que era antes. La urbanización fue cambiando el ritmo de vida a medida que se multiplicaban las fuentes de trabajo y la construcción de barrios. El quiebre económico de los años 1970 produjo la pobreza, dejando como saldo las ruinas de los sueños y proyectos de los matanceros. Muchas fábricas fueron vaciadas y ocupadas por supermercados y se aglomeraron cientos de viviendas paupérrimas de gente expulsada por la dictadura de asentamientos en la ciudad de Buenos Aires que buscó refugio.

### Dictadura militar
Durante la dictadura militar, el partido de la Matanza, sufrió gran número de desaparecidos. El historiador Carlos Boragno, lo explicaba así: "Tengamos en cuenta que en todo el partido de la Matanza, en la época que nos referimos, estaba habitado por 941.499 matanceros. Por aquellos años, fueron varios los militares que usurparon el cargo de "intendente" de la Matanza, desde el principio del golpe. El primero, en 1976 fue el teniente coronel Carlos T. Herrero, en ese mismo año lo reemplazó el comodoro Oscar Barcena, luego en 1978 el coronel José Olego, en 1979 el coronel Félix Camblor, y por último en 1981, el coronel Alberto Calloni."
En el libro Baldosas por la memoria, realizado por el grupo Barrios x la memoria y justicia, relata el caso del matrimonio de Norma Puerto (docente y catequista de Villa Celina), y Daniel Risso, desaparecidos durante este periodo.
El caso del matrimonio Puerta Risso (que militaban para el peronismo de izquierda en el barrio Las Antenas de Villa Insuperable, es relatado por Biaggini: "La zona de Villa Celina, conformada por numerosos núcleos habitacionales que se formaron en distintos periodos históricos, y reunía a diversos vecinos con un arduo compromiso político y actividad ciudadana, desde fomentistas, activistas sociales, y militantes de diversas ideologías.
El vecino Carlos Alfarano, militante del Partido Comunista, nos contaba:
“Lo que pasa es que acá, había bastante militancia. Estaba la juventud peronista, mira, en el barrio Vicente López, había una agrupación, que nosotros habíamos hecho la multipartidaria, que era la Facundo Quiroga, estaba formada por una serie de muchachos que eran peronistas, había otros que eran socialistas, estaban los hijos de Licandro Acosta que eran del partido comunista. Pero también estaba el comando de organización, el que estaba Brito Lima y estaban los otros muchachos de Ciudad Evita, que actuaban acá también (…) La Facundo Quiroga, había hecho unos murales en la entrada de Vicente López, un día vinieron, estaban todos enchastrados, nadie lo firmaba pero todos sabían, fueron a la casa y se los llevaron preso, en los años de la dictadura, aunque la represión empezó con Isabelita”
En Villa Insuperable no solo encontramos gran número de desaparecidos, sino que la comisaría de este barrio, más conocida como "El Sheraton", era un centro clandestino de detención, en el cual, estuvo detenido (entre otros), Héctor Oesterheld.
El cementerio de Villegas, explica H. Agostino, "guarda muchas noticias de aquel pasado que empezó a ser develado cuando el equipo de Antropología Forense de Argentina (EAAF) trabajo allí en los años 2006 y 2007, pues se creía que allí habían sido depositados como NN los restos de cientos de desaparecidos".

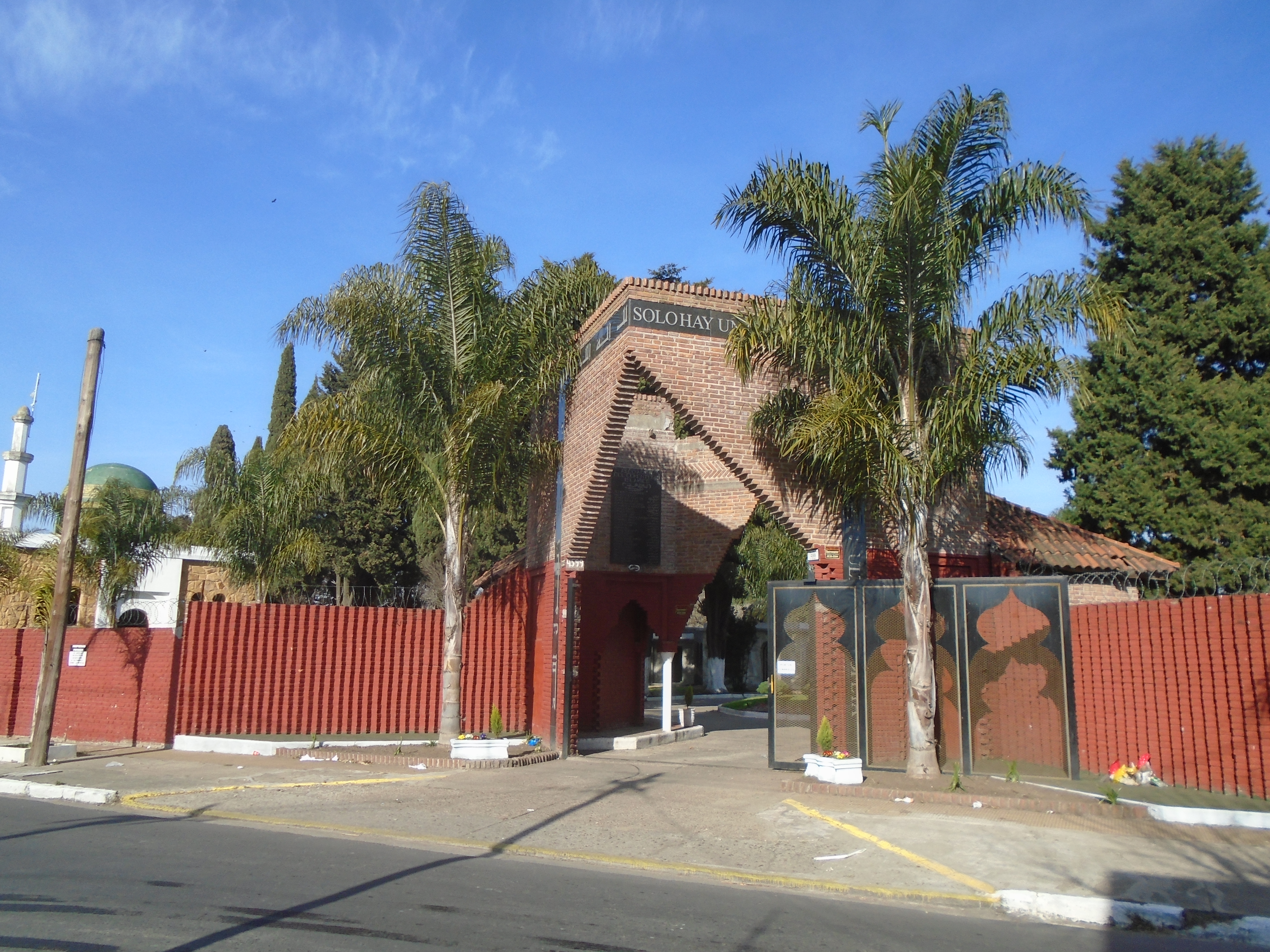
Cementerio Islámico (San Justo), donde descansan los restos del expresidente Carlos Saúl Menem.

### La Matanza hoy
Hoy, La Matanza es un municipio multifacético en el que conviven los barrios residenciales y los de emergencia, una universidad nacional y extensos bolsones de marginalidad cultural, empresas que siguen fabricando productos de alta tecnología y profesionales, técnicos y obreros.
Con el desarrollo del partido y el poblamiento de sus localidades, otra fue la fisonomía de sus distintos centros urbanos. De un partido de chacareros y quinteros de un principio, se fue pasando al potencial y nivel de desarrollo de una verdadera provincia. La cultura, así, las artes y las letras comenzaron a hacerse lentamente de un lugar en el conjunto de actividades. Se destacaron ya desde hace algunos años, junto al movimiento de historiadores. El primer historiador que investigó y publicó un libro sobre la historia del partido, fue el bibliotecario de Tapiales, Juan Zanon, autor de "Historia del pago de la Matanza" (1951). Luego fue el historiador Mario Tesler, con sus "Apuntes para la historia del pago de la Matanza", editado por la Academia Nacional de Historia (1963), quien se dedicó a investigar los orígenes del partido. Durante la dictadura militar (1976-1983), se edita el libro "Primera Historia de la Matanza", de Alfonso Corso.

#### Propuestas de partición del partido
En 2016, el diputado del partido GEN Marcelo Díaz, reflotó la propuesta de creación de nuevos partidos dentro de la superficie que abarca el actual partido de La Matanza. Según el proyecto de ley, sobre ese distrito pasarían a existir los partidos de La Matanza, Los Tapiales, Gregorio de Laferrere y Juan Manuel de Rosas. Una iniciativa planteada desde hace años, sin que se le haya dado curso alguno. La división impulsada por Díaz, fue rechazada por el Concejo Deliberante local por medio de un proyecto de declaración.

## Geografía
El partido limita al este con la Ciudad Autónoma de Buenos Aires, 
al sudoeste con los partidos de Cañuelas y Marcos Paz, al sur con el partido de Ezeiza, al sudeste con los partidos de Lomas de Zamora y Esteban Echeverría, al oeste con Marcos Paz, al norte con Morón, al noroeste con Merlo y al noreste con Tres de Febrero. 
Por su territorio corre el Río Matanza-Riachuelo, conocido por sus altos índices de contaminación, siendo considerado el tercer río más contaminado del mundo.

### Localidades

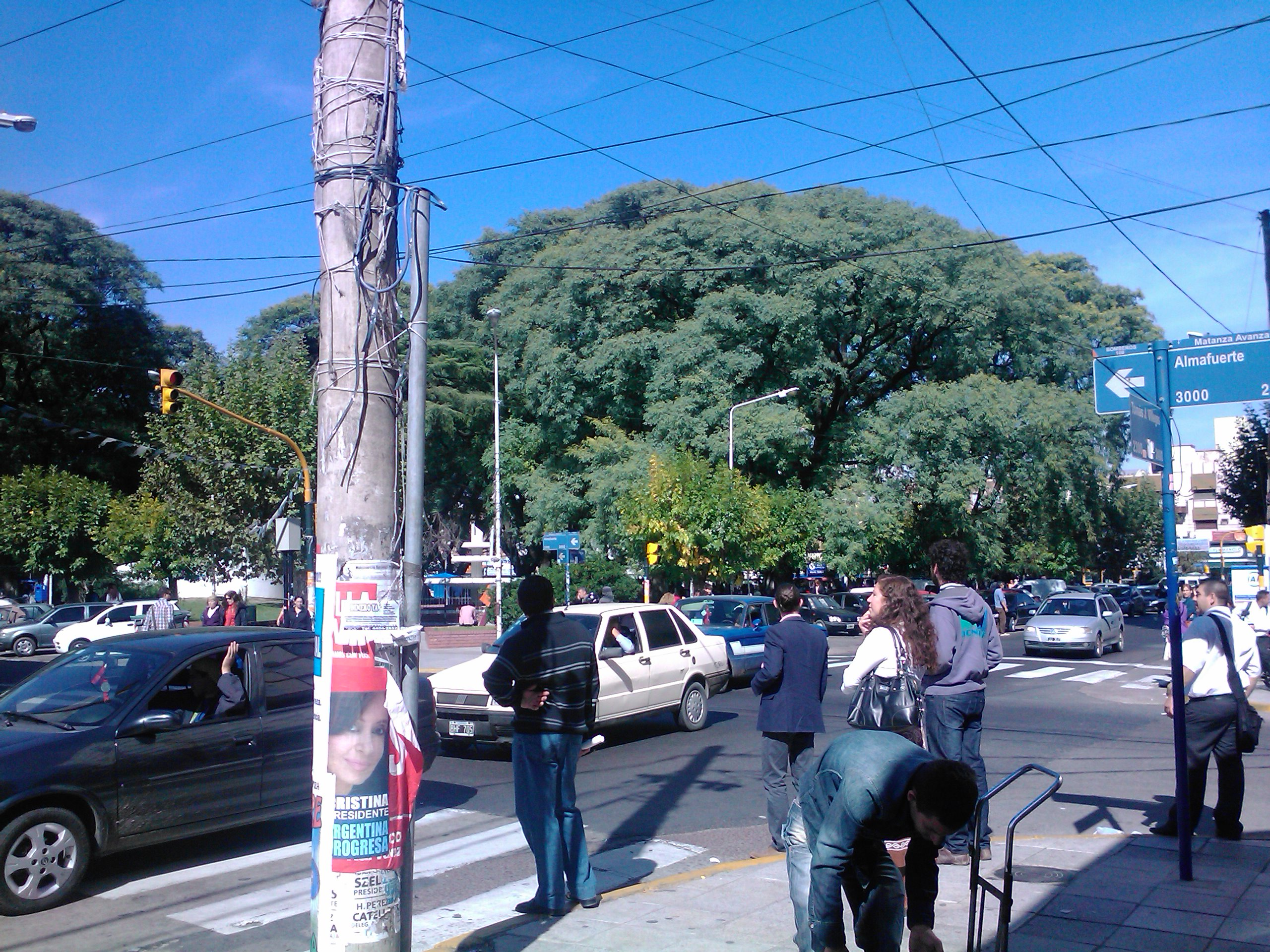
Plaza General San Martín, en la localidad de San Justo, la cual es el centro administrativo del partido de La Matanza.

El partido está dividido en 16 localidades de las cuales una es su cabecera: San Justo
- 20 de Junio
- Aldo Bonzi
- Ciudad Celina
- Ciudad Evita
- González Catán
- Gregorio de Laferrere
- Isidro Casanova
- La Tablada
- Lomas del Mirador
- Rafael Castillo
- Ramos Mejía
- San Justo (cabecera)
- Tapiales
- Villa Luzuriaga
- Villa Madero
- Virrey del Pino

## Población

Pirámide de población de La Matanza, según el Censo de 2022.

Según los resultados definitivos del censo de 2022 la población del partido alcanza los 1.841.247 habitantes.
La Matanza constituye el partido más poblado de la provincia de Buenos Aires y el segundo municipio más poblado de la Argentina, siendo superado solo por la Ciudad de Buenos Aires. Dentro de sus límites, vive el 10,5 % de la población de la provincia.
Datos del censo 2022 arrojaron que La Matanza es el partido más poblado de la provincia, seguido por el partido de La Plata, con 768 470 habitantes.
| Población | 3.248 | 4.498   | 17.935   | 98.471   | 401.738  | 659.193 | 949.566 | 1.121.298 | 1.255.288 | 1.775.816 | 1.841.247 |
| Variación | -     | +38,48% | +298,73% | +449,04% | +307,97% | +64,08% | +44,04% | +18,08%   | +11,94%   | +41,17%   | +3,7%     |

Fuente: Instituto Nacional de Estadísticas y Censos, INDEC
| Gráfica de evolución demográfica de La Matanza entre 1869 y 2022 |
|                                                                  |
| Fuente: Censos nacionales del INDEC                              |

#### Población por localidad
De acuerdo al censo de 2022, la población de cada localidad, su porcentaje sobre la población total del partido y la variación respecto al censo de 2010.
| Localidad             |            |        |         |         |
| Localidad             | Población  | %      | +/-     |         |
| --------------------- | ---------- | ------ | ------- | ------- |
| Localidad             | Aldo Bonzi | 15.762 | 0,85    | -13,27% |
| Ciudad Evita          | 91.492     | 4,97   | -1,57%  |         |
| González Catán        | 287.036    | 15,59  | +20,56% |         |
| Gregorio de Laferrere | 253.993    | 13,79  | +2,26%  |         |
| Isidro Casanova       | 171.820    | 9,33   | -9,90%  |         |
| La Tablada            | 97.729     | 5,30   | -4,69%  |         |
| Lomas del Mirador     | 60.675     | 3,29   | -15,11% |         |
| Rafael Castillo       | 187.922    | 10,20  | +27,00% |         |
| Ramos Mejía           | 109.081    | 5,92   | -9,36%  |         |
| San Justo             | 118.999    | 6,46   | -12,88% |         |
| Tapiales              | 11.588     | 0,63   | -50,87% |         |
| Veinte de Junio       | 2.443      | 0,13   | +52,97% |         |
| Villa Celina          | 94.812     | 5,14   | -       |         |
| Villa Luzuriaga       | 84.410     | 4,58   | -10,58% |         |
| Villa Madero          | 41.928     | 4,58   | -68,45% |         |
| Virrey del Pino       | 207.478    | 11,27  | +32,88% |         |
| Total                 | 1.841.247  | 100    | +3,68%  |         |

## Política

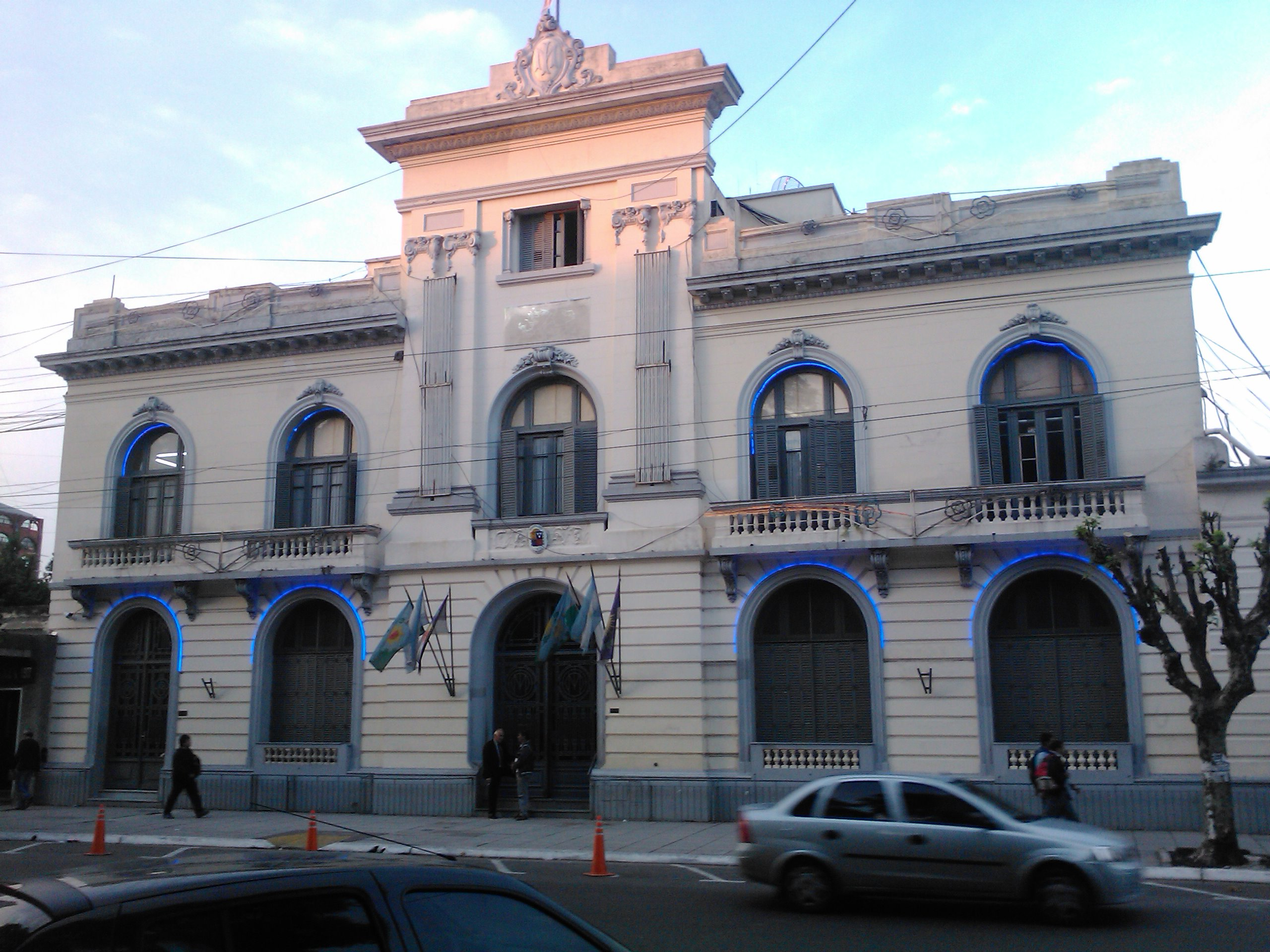
El palacio municipal ubicado en la localidad cabecera de San Justo es sede de la intendencia.

La administración local del partido de La Matanza está compuesta por el poder ejecutivo municipal que está encabezado por un intendente, y por el Concejo Deliberante, ambos elegidos mediante elecciones generales. Este cuerpo legislativo está conformado por 24 concejales, número determinado por el hecho de que el distrito tiene más de 200.000 habitantes. El partido forma parte de la tercera sección electoral, división que sirve para la elección de los legisladores provinciales.
Desde 2019 el intendente es Fernando Espinoza. El Partido Justicialista gobierna La Matanza ininterrumpidamente desde el retorno de la democracia en 1983.

### Listado de intendentes desde 1983
| Intendente         | Mandato                                           | Partido               | Notas                                                                                 |
| Federico Russo     | 10 de diciembre de 1983 - 10 de diciembre de 1991 | Partido Justicialista | Primer intendente tras el retorno de la democracia                                    |
| Héctor Cozzi       | 10 de diciembre de 1991 - 16 de junio de 1999     | Partido Justicialista | Suspendido por el Concejo Deliberante                                                 |
| Francisco Di Leva  | 16 de junio de 1999 - 10 de diciembre de 1999     | Partido Justicialista | Interino                                                                              |
| Alberto Balestrini | 10 de diciembre de 1999 - 10 de diciembre de 2005 | Partido Justicialista | Renunció para asumir como presidente de la Cámara de Diputados de la Nación Argentina |
| Fernando Espinoza  | 10 de diciembre de 2005 - 12 de diciembre de 2015 | Partido Justicialista |                                                                                       |
| Verónica Magario   | 12 de diciembre de 2015-11 de diciembre de 2019   | Partido Justicialista | Primera mujer en ocupar el puesto                                                     |
| Fernando Espinoza  | 12 de diciembre de 2019-presente                  | Partido Justicialista | Intendente actual.                                                                    |

### Concejo Deliberante de La Matanza
De acuerdo a la Ley Orgánica de las Municipalidades de la Provincia de Buenos Aires, aquellos partidos con más de doscientos mil habitantes cuentan con 24 concejales encargados de elaborar o modificar las ordenanzas municipales.
| Recinto | Bloques                                   | Bloques         | Integrantes (2023-2025) |
| ------- | ----------------------------------------- | --------------- | ----------------------- |
|         |                                           | Frente de Todos | 13                      |
|         | Juntos por el Cambio                      | 5               |                         |
|         | La Libertad Avanza                        | 4               |                         |
|         | Frente de Izquierda y de los Trabajadores | 2               |                         |

### Elecciones municipales

#### Elecciones en la década de 2020
|  | 53,73 % |

|  | 22,41 % |

|  | 18,44 % |

|  | 5,43 % |

|  | 89,37 % |

|  | 10,11 % |

|  | 0,52 % |

|  | 73,81 % |

|  | 100 % |

|  | 46,63 % |

|  | 28,33 % |

|  | 9,68 % |

|  | 7,16 % |

|  | 4,67 % |

|  | 3,53 % |

|  | 94,82 % |

|  | 4,24 % |

|  | 0,94 % |

|  | 67,65 % |

|  | 100 % |

#### Elecciones en la década de 2010
|  | 64,18 % |

|  | 24,99 % |

|  | 5,36 % |

|  | 3,71 % |

|  | 1,75 % |

|  | 95,30 % |

|  | 4,04 % |

|  | 0,66 % |

|  | 79,64 % |

|  | 100 % |

|  | 50,02 % |

|  | 30,14 % |

|  | 9,29 % |

|  | 5,55 % |

|  | 5,00 % |

|  | 96,67 % |

|  | 2,82 % |

|  | 0,52 % |

|  | 75,57 % |

|  | 100 % |

|  | 47,74 % |

|  | 25,67 % |

|  | 19,40 % |

|  | 4,63 % |

|  | 2,56 % |

|  | 90,02 % |

|  | 9,50 % |

|  | 0,48 % |

|  | 78,88 % |

|  | 100 % |

|  | 45,79 % |

|  | 38,42 % |

|  | 6,22 % |

|  | 5,40 % |

|  | 4,17 % |

|  | 93,87 % |

|  | 5,62 % |

|  | 0,51 % |

|  | 80,07 % |

|  | 100 % |

|  | 60,56 % |

|  | 8,18 % |

|  | 8,10 % |

|  | 7,99 % |

|  | 5,41 % |

|  | 5,08 % |

|  | 3,40 % |

|  | 1,28 % |

|  | 91,46 % |

|  | 7,71 % |

|  | 0,83 % |

|  | 79,37 % |

|  | 100 % |

#### Elecciones en la década de 2000
|  | 44,32 % |

|  | 11,81 % |

|  | 11,33 % |

|  | 9,96 % |

|  | 9,11 % |

|  | 8,38 % |

|  | 1,63 % |

|  | 0,76 % |

|  | 0,75 % |

|  | 0,53 % |

|  | 0,43 % |

|  | 0,36 % |

|  | 0,33 % |

|  | 0,29 % |

|  | 0,01 % |

|  | 91,92 % |

|  | 7,15 % |

|  | 0,93 % |

|  | 76,28 % |

|  | 100 % |

|  | 50,09 % |

|  | 13,94 % |

|  | 11,47 % |

|  | 4,07 % |

|  | 3,82 % |

|  | 3,43 % |

|  | 3,18 % |

|  | 1,83 % |

|  | 1,40 % |

|  | 1,38 % |

|  | 1,16 % |

|  | 0,96 % |

|  | 0,95 % |

|  | 0,93 % |

|  | 0,49 % |

|  | 0,48 % |

|  | 0,42 % |

|  | 0,02 % |

|  | 85,63 % |

|  | 13,57 % |

|  | 0,80 % |

|  | 77,10 % |

|  | 100 % |

|  | 52,10 % |

|  | 18,33 % |

|  | 6,60 % |

|  | 6,37 % |

|  | 2,86 % |

|  | 2,77 % |

|  | 1,95 % |

|  | 1,90 % |

|  | 1,82 % |

|  | 0,89 % |

|  | 0,87 % |

|  | 0,76 % |

|  | 0,61 % |

|  | 0,46 % |

|  | 0,40 % |

|  | 0,35 % |

|  | 0,26 % |

|  | 0,24 % |

|  | 0,20 % |

|  | 0,16 % |

|  | 0,06 % |

|  | 0,05 % |

|  | 89,85 % |

|  | 9,04 % |

|  | 1,11 % |

|  | 75,43 % |

|  | 100 % |

|  | 46,60 % |

|  | 15,33 % |

|  | 6,04 % |

|  | 5,90 % |

|  | 4,82 % |

|  | 3,59 % |

|  | 3,11 % |

|  | 2,51 % |

|  | 2,19 % |

|  | 1,82 % |

|  | 1,79 % |

|  | 1,65 % |

|  | 0,87 % |

|  | 0,58 % |

|  | 0,55 % |

|  | 0,53 % |

|  | 0,45 % |

|  | 0,37 % |

|  | 0,34 % |

|  | 0,30 % |

|  | 0,29 % |

|  | 0,15 % |

|  | 0,12 % |

|  | 0,09 % |

|  | 89,88 % |

|  | 8,78 % |

|  | 1,34 % |

|  | 69,32 % |

|  | 100 % |

|  | 44,70 % |

|  | 4,36 % |

|  | 1,23 % |

|  | 1,22 % |

|  | 0,37 % |

|  | 51,87 % |

|  | 7,95 % |

|  | 6,40 % |

|  | 5,95 % |

|  | 5,34 % |

|  | 5,20 % |

|  | 4,18 % |

|  | 3,73 % |

|  | 3,09 % |

|  | 1,55 % |

|  | 1,31 % |

|  | 1,09 % |

|  | 0,80 % |

|  | 0,50 % |

|  | 0,43 % |

|  | 0,34 % |

|  | 0,26 % |

|  | 79,79 % |

|  | 9,45 % |

|  | 10,76 % |

|  | 78,19 % |

|  | 100 % |

#### Elecciones en la década de 1990
|  | 41,12 % |

|  | 6,29 % |

|  | 4,49 % |

|  | 51,90 % |

|  | 39,47 % |

|  | 3,30 % |

|  | 1,27 % |

|  | 0,94 % |

|  | 0,93 % |

|  | 0,93 % |

|  | 0,43 % |

|  | 0,41 % |

|  | 0,41 % |

|  | 90,46 % |

|  | 8,80 % |

|  | 0,74 % |

|  | 86,12 % |

|  | 100 % |

|  | 45,79 % |

|  | 43,08 % |

|  | 2,29 % |

|  | 1,84 % |

|  | 1,74 % |

|  | 1,64 % |

|  | 1,43 % |

|  | 1,18 % |

|  | 1,01 % |

|  | 95,11 % |

|  | 4,06 % |

|  | 0,83 % |

|  | 83,46 % |

|  | 100 % |

|  | 58,03 % |

|  | 23,64 % |

|  | 10,53 % |

|  | 3,51 % |

|  | 0,72 % |

|  | 0,63 % |

|  | 0,56 % |

|  | 0,47 % |

|  | 0,46 % |

|  | 0,31 % |

|  | 0,27 % |

|  | 0,26 % |

|  | 0,26 % |

|  | 0,21 % |

|  | 0,14 % |

|  | 0,02 % |

|  | 93,19 % |

|  | 6,31 % |

|  | 0,50 % |

|  | 84,47 % |

|  | 100 % |

|  | 56,56 % |

|  | 16,58 % |

|  | 12,30 % |

|  | 4,40 % |

|  | 2,10 % |

|  | 1,39 % |

|  | 1,26 % |

|  | 1,12 % |

|  | 1,00 % |

|  | 0,93 % |

|  | 0,51 % |

|  | 0,45 % |

|  | 0,35 % |

|  | 0,31 % |

|  | 0,30 % |

|  | 0,26 % |

|  | 0,20 % |

|  | 95,35 % |

|  | 3,69 % |

|  | 0,96 % |

|  | 83,08 % |

|  | 100 % |

|  | 46,80 % |

|  | 15,47 % |

|  | 13,49 % |

|  | 5,58 % |

|  | 3,92 % |

|  | 3,35 % |

|  | 3,11 % |

|  | 1,47 % |

|  | 1,34 % |

|  | 1,10 % |

|  | 1,00 % |

|  | 0,93 % |

|  | 0,84 % |

|  | 0,53 % |

|  | 0,52 % |

|  | 0,23 % |

|  | 0,23 % |

|  | 0,08 % |

|  | 0,02 % |

|  | 95,82 % |

|  | 3,28 % |

|  | 0,90 % |

|  | 82,67 % |

|  | 100 % |

#### Elecciones en la década de 1980
|  | 59,06 % |

|  | 19,14 % |

|  | 6,41 % |

|  | 6,08 % |

|  | 5,82 % |

|  | 1,84 % |

|  | 0,77 % |

|  | 0,38 % |

|  | 0,31 % |

|  | 0,19 % |

|  | 95,42 % |

|  | 3,94 % |

|  | 0,64 % |

|  | 87,68 % |

|  | 100 % |

|  | 53,97 % |

|  | 30,87 % |

|  | 3,25 % |

|  | 3,24 % |

|  | 3,00 % |

|  | 2,12 % |

|  | 0,78 % |

|  | 0,51 % |

|  | 0,43 % |

|  | 0,37 % |

|  | 0,36 % |

|  | 0,35 % |

|  | 0,22 % |

|  | 0,18 % |

|  | 0,12 % |

|  | 0,05 % |

|  | 97,32 % |

|  | 1,99 % |

|  | 0,69 % |

|  | 87,61 % |

|  | 100 % |

|  | 32,99 % |

|  | 29,63 % |

|  | 14,92 % |

|  | 10,69 % |

|  | 5,47 % |

|  | 1,85 % |

|  | 1,63 % |

|  | 0,86 % |

|  | 0,57 % |

|  | 0,55 % |

|  | 0,28 % |

|  | 0,28 % |

|  | 0,25 % |

|  | 98,21 % |

|  | 1,08 % |

|  | 0,71 % |

|  | 85,32 % |

|  | 100 % |

|  | 48,90 % |

|  | 37,78 % |

|  | 4,41 % |

|  | 2,96 % |

|  | 2,06 % |

|  | 1,11 % |

|  | 0,67 % |

|  | 0,56 % |

|  | 0,44 % |

|  | 0,29 % |

|  | 0,25 % |

|  | 0,25 % |

|  | 0,19 % |

|  | 0,13 % |

|  | 80,80 % |

|  | 5,78 % |

|  | 0,38 % |

|  | 86,95 % |

|  | 100 % |

#### Elecciones en la década de 1970 y 1960
|  | 69,28 % |

|  | 11,91 % |

|  | 9,44 % |

|  | 4,27 % |

|  | 1,67 % |

|  | 1,11 % |

|  | 1,00 % |

|  | 0,83 % |

|  | 0,49 % |

|  | 93,56 % |

|  | 5,96 % |

|  | 0,48 % |

|  | 56,86 % |

|  | 20,36 % |

|  | 5,93 % |

|  | 2,65 % |

|  | 2,42 % |

|  | 1,74 % |

|  | 1,73 % |

|  | 1,42 % |

|  | 1,37 % |

|  | 1,26 % |

|  | 1,24 % |

|  | 1,10 % |

|  | 0,59 % |

|  | 0,43 % |

|  | 0,36 % |

|  | 0,34 % |

|  | 0,15 % |

|  | 0,04 % |

|  | 97,69 % |

|  | 2,31 % |

|  | 31,31 % |

|  | 27,36 % |

|  | 7,64 % |

|  | 7,34 % |

|  | 6,88 % |

|  | 6,46 % |

|  | 4,34 % |

|  | 3,09 % |

|  | 3,02 % |

|  | 1,37 % |

|  | 1,18 % |

|  | 0,01 % |

|  | 73,22 % |

|  | 23,99 % |

|  | 2,78 % |

## Educación
La Dirección de Educación (dependiente de la Secretaría de Cultura y Educación) y las políticas asistenciales y motivacionales de la educación inicial son de exclusiva competencia de la municipalidad. Dependen también del municipio los Jardines Municipales y los Jardines Integrales.
El Departamento Ejecutivo y el Consejo Escolar se encargan de las problemáticas educacionales del distrito. El Consejo Escolar (integrado por diez personas) es un órgano colegiado elegido por los vecinos matanceros que vincula las escuelas y la Dirección General de Escuelas de la provincia de Buenos Aires.
En municipio hay 331 establecimientos para el dictado de la Enseñanza General Básica (EGB) y 127 para la enseñanza media. En 1915, se fundó el Colegio Santo Domingo en la ciudad de Ramos Mejía.
Los establecimientos públicos y privados tienen casi en la misma proporción. Además existe una Universidad Nacional y quince establecimientos de Educación Superior.
La Universidad Nacional de La Matanza, creada en 1989, constituye un núcleo de capacitación de excelencia para La Matanza como para los distritos vecinos. Estudian aproximadamente 25 mil alumnos las distintas carreras que se dictan, entre las cuales se destacan Ingeniería en Informática, Ingeniería Industrial, Ingeniería Electrónica, Ciencias de la Comunicación, Derecho, Comercio Internacional y Administración.

## Salud

### Hospitales
- Hospital Diego James Paroissien - Ruta 3 km 21. Dependiente del gobierno Provincial
- Hospital de Niño de San Justo - Guatemala y Centenera. Dependiente del gobierno Municipal
- Hospital Simplemente Evita[17] - Ruta 3 km 32, inaugurado en 2003. Dependiente del gobierno Provincial
- Hospital Balestrini - Ruta 4 y Ruta 21, inaugurado en 2014. Dependiente del gobierno Provincial
- Unidad de Pronta Atención 4 y 8, ruta 3 km 31 y 38. Dependiente del gobierno Provincial
- Hospital Teresa Germani. Dependiente del gobierno Municipal
- Hospital Equiza. Dependiente del gobierno Municipal

Además, existen numerosos CAPS (centros de salud) dependientes del municipio de La Matanza

### Centro de salud mental
Thames 3669, a metros de la rotonda de Ruta 3, Provincias Unidas y Camino de Cintura, San Justo.

## Deporte

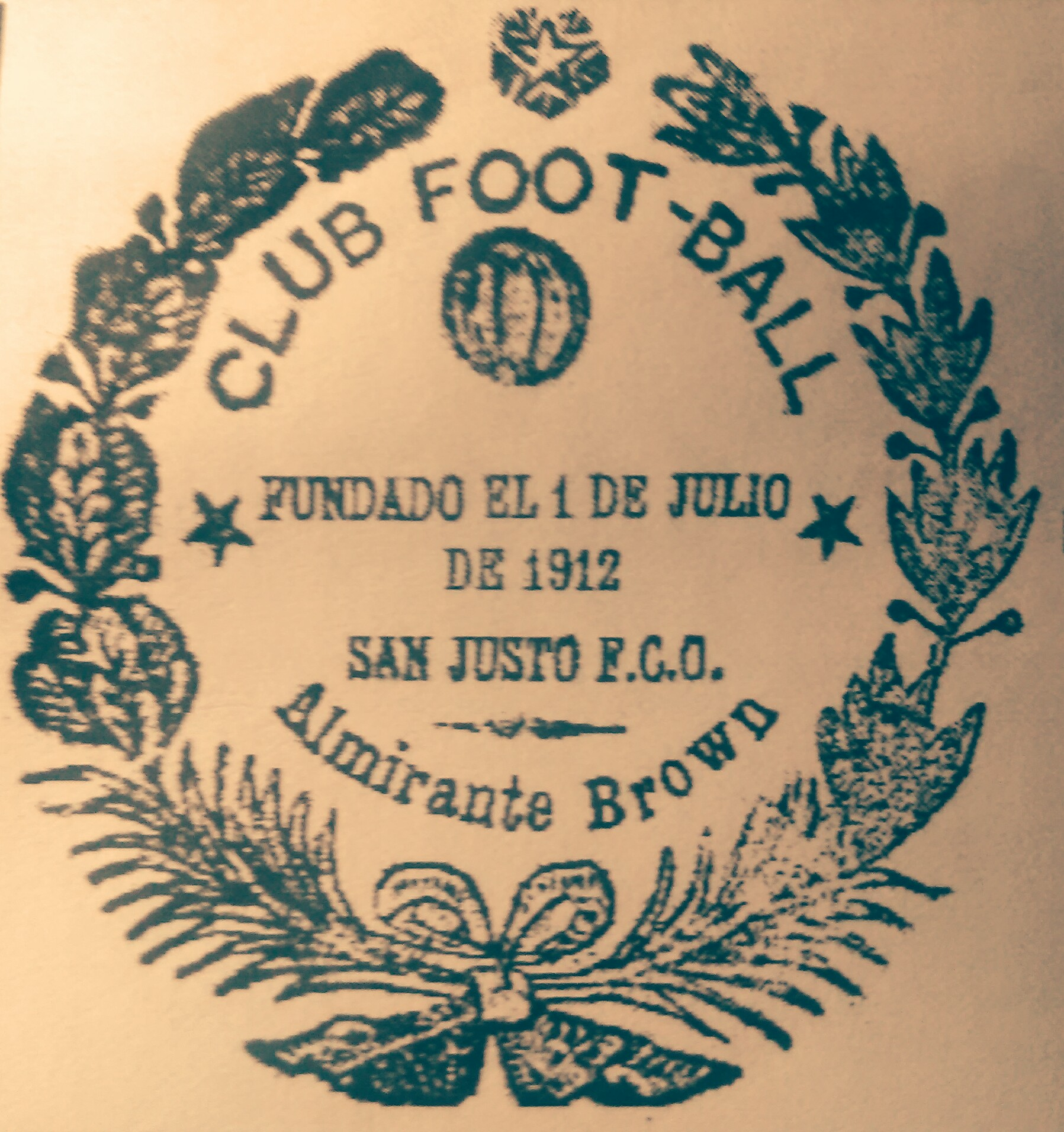
Almirante Brown es la institución deportiva decana de La Matanza. En la imagen primer sello de Almirante Brown posterior a su fundación del 1 de julio de 1912.

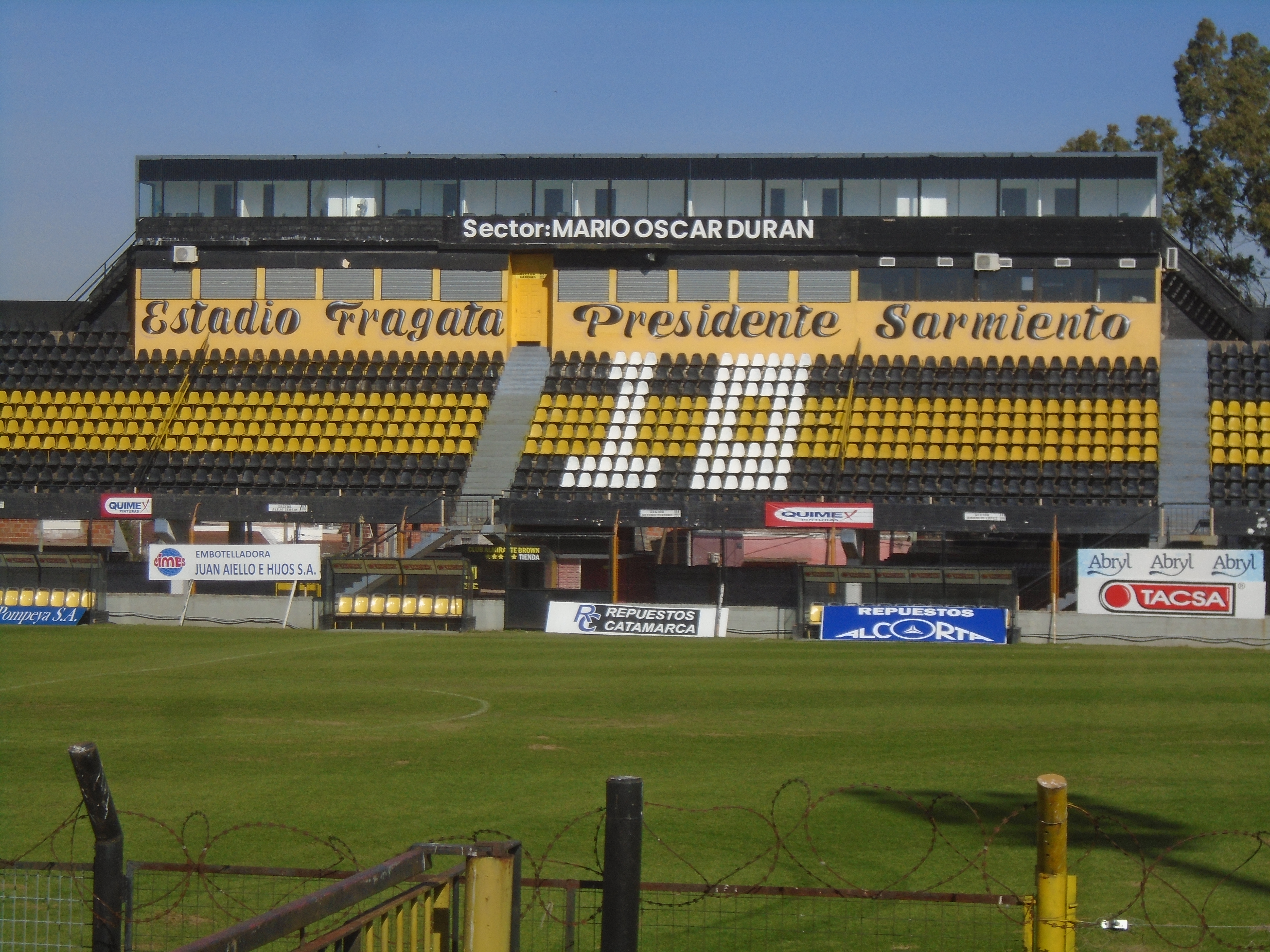
Platea y palcos del Estadio Fragata Presidente Sarmiento, del Club Almirante Brown.

En La Matanza el deporte más popular es el fútbol, aunque también se practican otros deportes como baloncesto, balonmano, rugby y vóleibol.
Los dos mayores clubes de La Matanza son Almirante Brown y Deportivo Laferrere, ambos clubes juegan en las divisiones de ascenso del fútbol profesional argentino. Otros clubes de fútbol matanceros son Sportivo Italiano y Lugano
Los estadios de fútbol más grandes del partido son el Fragata Presidente Sarmiento que tiene capacidad para 27.610 espectadores y el Estadio Ciudad de Laferrere que pueden ingresar 10 000 ocupantes.
La municipalidad cuenta con un estadio cubierto en González Catán para 2500 espectadores, que se utiliza para eventos deportivos y culturales, y es el más grande del partido.